# دون ادموندز
دون ادموندز (انگلیسی: ‎Don Edmunds‎؛ زادهٔ ۲۳ سپتامبر ۱۹۳۰ در سانتا آنا، کالیفرنیا) رانندهٔ سابق مسابقات اتومبیل‌رانی فرمول یک اهل ایالات متحده آمریکا است که در فصل ۱۹۵۷، و دوباره در فصل ۱۹۵۹ در مجموع در دو گراند پری شرکت کرد، اما موفق به کسب هیچ امتیازی نشد.